# John Garamendi
John Raymond Garamendi (Camp Blanding, 24 gennaio 1945) è un politico statunitense, membro della Camera dei Rappresentanti per lo stato della California dal 2009.

## Biografia
Di discendenze italiane e irlandesi, John conseguì un bachelor all'Università della California - Berkeley e un master alla Harvard Business School. Dal 1966 al 1968 si arruolò in Etiopia con i Corpi di Pace.
Nel 1974 fu eletto all'Assemblea di Stato della California e successivamente si candidò a Governatore della California, venendo però sconfitto nelle primarie. Nel 1995 il Presidente Clinton lo nominò Vicesegretario degli Interni.
Nel 2006 si candidò a Vicegovernatore della California e dopo due battaglie serrate (nelle primarie con Jackie Speier e nelle elezioni generali con Tom McClintock), Garamendi riuscì a vincere e fu eletto.
Quando la deputata della Camera Ellen Tauscher rassegnò le dimissioni per divenire Sottosegretario di Stato per il Controllo delle Armi e gli Affari di Sicurezza Internazionale, Garamendi si candidò per sostituirla e riuscì a vincere le elezioni speciali.